# Stefan Cajdler
Stefan Cajdler (ur. 14 marca 1901 w Ciachulcach, data i miejsce śmierci nieznane) – polski urzędnik, działacz komunistyczny, strażnik kolejowy, przewodniczący prezydium Miejskiej Rady Narodowej w Ostrowie Wielkopolskim w latach 1950–1954.

## Życiorys
Pochodził z rodziny kolejarskiej i sam ukończył szkołę kolejową. W roku 1918 uczestniczył w wyzwalaniu Wielkopolski spod zaborów, rozbrajając żołnierzy niemieckich. W tym samym roku powołany do wojska, służył najprawdopodobniej w 1. Pułków Strzelców Konnych Wielkopolskich. Od 1922 do 1924 roku pracował przy melioracji w Brześciu nad Bugiem, a od roku 1935 do 1939 jako poborca podatków w Kaliszu. Ponownie zmobilizowany w roku 1939, walczył w kampanii wrześniowej i trafił do niewoli, skąd uciekł. W czasie okupacji utrzymywał się z pracy magazyniera niedaleko Chełma. W 1944 roku zajmował się zaopatrzeniem wkraczających oddziałów Armii Czerwonej. Po wyzwoleniu wstąpił do służby kolejowej i był jej komendantem: początkowo w Kaliszu, a od listopada 1945 w Ostrowie Wielkopolskim. W 1950 roku, po pierwszych wyborach do rad narodowych, został wybrany na przewodniczącego prezydium ostrowskiej MRN.